# Ефект володіння
В поведінковій економіці, ефект володіння (англ. endowment effect, також відомий як уникнення позбавлення) — це гіпотеза, що люди надають більшої цінності речам лише тому, що володіють ними.. Ефект демонструється тим, що люди готові сплатити більше за щось, чим володіють, ніж за те, чим володіє хтось інший, навіть якщо в них не має причин для прив'язаності або вони це отримали лише декілька хвилин тому.

## Приклади
Одним з найбільш відомих прикладів ефекту володіння в літературі є дослідження Д.Канемана, Дж. Кнетча та Р.Талера 1990 року, коли учасникам давали чашку, а потім давали шанс продати її або обміняти на альтернативний товар аналогічної вартості (ручки). Вони з'ясували, що готовність учасників прийняти компенсацію за чашку (після того, яка вони отримали її у володіння) була майже вдвічі вищою за те, їх бажання сплатити за неї.
Інші приклади ефекту володіння включають роботу Кармона та Аріелі (2000), які з'ясували, що для учасників гіпотетична ціна продажу (готовність прийняти) квитків на фінальні матчі Національної спортивної асоціації коледжів (США) була у 14 разів вищою ніж їх гіпотетична ціна придбання (готовність сплатити). Також робота Хоссейна та Ліста, яка обговорювалась в журналі Economist (2010), показала, що працівники працювали важче для підтримання «власності» на умовно наданий бонус, ніж для отримання бонусу, який потенційно ще має бути наданий. Додатково до цих прикладів, ефект володіння спостерігався серед різних спільнот з використанням різних товарів, включно з дітьми, великими мавпами та макаками нового світу.

## Історія
Психологи вперше відмітили різницю між готовністю споживачів платити та приймати ще в 1960х. Однак сам термін ефект володіння вперше був сформований економістом Річардом Талером (1980) стосовно недооцінки альтернативної вартості та інерції, яка входить до процесів вибору споживачем, коли товари, що включаються до їх володіння оцінюються вище, ніж товари, якими не володіють. У наступні роки відбувались інтенсивні дослідження ефекту володіння, що дало широку гамму цікавих емпіричних та теоретичних знахідок.

## Теоретичні пояснення

### Уникнення втрат
Ефект володіння завдячує тому факту, що коли людина чимсь володіє, відмова від цього відчувається як втрата, а люди в цілому уникають втрат. Ефект володіння суперечить теоремі Коуза та вважається несумісним зі стандартною економічною теорією, згідно з якою готовність людини сплатити за товар має відповідати їх готовності прийняти компенсацію за позбавлення від товару — ця гіпотеза лежить в основі теорії споживання та кривих байдужості.

### Орієнтир-залежні пояснення
Відповідно до теорій орієнтир-залежності, спочатку оцінюють потенційну зміну як питання набуття чи втрати. Відповідно до теорії перспектив (Тверські та Канеман, 1979), зміни, яка визначені як втрати, важать більше ніж зміни-набутки. Тому коли людину, яка володіє кількістю «A» товару, питають скільки вона готова сплатити за кількість «B» товару, готова сплатити менше, ніж те, скільки вона готова отримати за продаж кількості (B-A) товару; функція цінності уявної вигоди має менший кут ніж функція цінності уявних втрат.
Малюнок 1 демонструє це пояснення у графічному виразі. Особу в точці A питають скільки вона готова прийняти (WTA) як компенсацію за продаж X одиниць товару, щоб пересунутись в точку C; вона вимагатиме більшої компенсації, ніж вона була б готова сплатити за набуття еквівалентного кількості X товару для переміщення в точку B. Різниця між (B-A) та (C-A) вказує на величину ефекту володіння. Іншими словами, людина очікує отримати більше, коли продає, ніж готова сплатити за придбання тої самої кількості товару.

Малюнок 1 : Теорія перспектив та ефект володіння

### Неокласичні пояснення
Ханеман запропонувавнеокласичне пояснення ефекту володіння без використання теорії перспектив. Малюнок 2 демонструє це пояснення у графічній формі. На малюнку наведені дві криві байдужості для певного товару X та багатства. Людину питають скільки вона готова була б сплатити для того, щоб переміститись з точки A, де вона має X0 товару X до точки B, де вона має те саме багатство та X1 товару X; її готовність сплатити виражається вертикальною відстанню між C та B, оскільки людині все одно, чи вона в точці A або C. З іншого боку, людину просять зазначити, скільки вона готова прийняти для переміщення з точки B в точку A; в цьому випадку її готовність прийняти позначається вертикальною відстанню від точки A до D, оскільки їй все одно, чи вона в точці B або D. Шогрен з колегами повідомив про дослідження, які підтримують гіпотезу Ханемана.

Малюнок 2 : Пояснення Ханемана ефекту володіння

### Теорії, засновані на зв'язку
Теорії, засновані на зв'язку, припускають, що суб'єктивні почуття відповідальні за небажання людини здійснювати обмін (тобто, ефект володіння). Наприклад, отримання чашки може сформувати мінімальну прив'язаність, яку людина не бажатиме ламати, що в свою чергу призведе до зростання уявної цінності такого об'єкту. Приклад такої поведінки «з реального світу» — коли людина відмовляється продати стару картину за будь-яку ціну, оскільки вона має «сентиментальну цінність». Робота Морведжа, Шу, Гілберта та Вілсона (2009) надає певну підтримку цим теорії, які робота Маддукса та ко.(2010).
Водночас інші науковці сперечаються, що короткий період володіння або надзвичайно прозаїчні речі, що як правило використовуються у дослідженнях ефекту володіння, недостатні для формування такого зв'язку, та наводять відповідні результати експериментів (напр. праця Лірша та Роттенштрайха).

### Еволюційні аргументи
Хак, Кірхштайгер та Оксслер (2005) висунули гіпотезу, що природний відбір може надавати перевагу людям, чиї уподобання є втіленням ефекту володіння за умови, що це поліпшує їх позицію у двосторонній торгівлі. Тому маленька племінна спільнота з невеликою кількістю альтернативних продавців (тобто, коли покупець не має можливості перейти о альтернативного продавця), при схильності до втілення ефекту володіння, може еволюційно виграти. Це може бути пов'язано з експериментальним результатом, що ефект володіння менш виражений, коли зменшується відносно штучне відчуття нестачі, присутнє в експериментах.

## Критика
Деякі економісти піддають сумніву існування ефекту володіння. Ханеман зазначав, що економічна теорія припускає лише те, що готовність прийняти та готовність сплатити повинні бути однакові для товарів, які є близькими замінниками, тому відмінність у цих вимірах, яка спостерігається для таких товарів як природні ресурси та особисте здоров'я може бути поясненим без звертання до ефекту володіння.
Шогрен та ко. відзначали, що техніка експериментів, використана Канеманом та Талером для демонстрації ефекту володіння створила ситуацію штучної нестачі. Вони провели більш «багатий» експеримент з тими самими товарами, що і Канеман та Талер (шоколадні батончики та чашки) та не побачили майже ніяких доказів існування ефекту володіння.
Інші науковці доводили, що використання гіпотетичних питань та експериментів щодо невеликих сум грошей майже нічого не каже нам про реальну поведінку (напр. Хофман та Шпітцер, 1993, ст. 69), і є деякі дослідження, які підтримують існування ефекту, і такі, що не підтримують.

## Наслідки
Герберт Ховенкамп доводить, що існування ефекту володіння має суттєві наслідки для права та економіки, особливо в частині економіки добробуту. Він вважає, що ефект володіння означає, що людина не має кривих байдужості (однак, дивись Ханемана, 1991), що означає непридатність неокласичних інструментів аналізу добробуту, та робить висновок, що суди повинні натомість використовувати готовність прийняти для оцінки цінності. Однак Фішлер наводить контраргумент, що використання готовності прийняти як виміру цінності завадить розвитку національної інфраструктури та економічному зростанню.
Ефект володіння також пропонувався як можливе пояснення відсутності попиту в США та такий банківський продукт як зворотня іпотека (угода, коли власник продає банку свою нерухомість в обмін на ануітетні платежі).